# Меч Годрика Гриффиндора
Меч Годрика Гриффиндора — меч из серии книг о Гарри Поттере, созданный из серебра, рукоять меча была инкрустирована рубинами.

## Описание
Меч Гриффиндора — «оружие, которое является любому достойному гриффиндорцу». Так о нём говорит Скримджер, зачитывая последнюю волю Дамблдора. Этот меч является волшебнику с храбрым сердцем и благородным умом. Визуально представляет собой длинный серебряный меч, рукоять которого украшена рубинами размером с яйцо. Несмотря на то, что этот меч упоминается на протяжении всей серии «Гарри Поттера», он не является самым значимым магическим артефактом. Самую значимую роль всё ещё играет волшебная палочка.
Гарри вытаскивает меч Гриффиндора из Распределяющей шляпы, которую ему приносит феникс Фоукс, отправленный к нему Дамблдором. Меч появляется в тот момент, когда Гарри просит шляпу о помощи в битве против Василиска в Тайной комнате. В дальнейшем он узнаёт, что это — меч Гриффиндора, который явился к нему, потому что счёл его волшебником с благородным сердцем.
На протяжении всей серии, помимо Гарри, меч Гриффиндора является ещё двум достойным волшебникам: Рону Уизли и Невиллу Долгопупсу.
Меч является к Рону в тот момент, когда он спасает тонущего Гарри из ледяного озера, тем самым демонстрируя качества настоящего гриффиндорца, которые упоминаются Распределяющей шляпой в песне («ты можешь быть частью Гриффиндора, где живут храбрые сердцем»). Так как намерения Рона были искренним и добрыми, Гарри понимает, что меч явился ему.
Сцены, в которых меч Гриффиндора является Рону и Невиллу, уникальны тем, что это одни из немногих моментов, когда фокус повествования смещается с Гарри на других персонажей.
Во вселенной Гарри Поттера есть много упоминаний о том, что не волшебник выбирает палочку, а палочка выбирает волшебника. Однако есть достаточно примеров того, что мышлением обладают не только палочки, но и другие магические предметы. Среди самых ярких представителей сознательного поведения магических объектов — меч Гриффиндора, который сам выбирает того, кто ему кажется «настоящим гриффиндорцем», нуждающимся в помощи, и Распределяющая шляпа.
На протяжении всех появлений меча Гриффиндора можно заметить сходство с Экскалибуром, легендарным «мечом в камне», который принадлежал королю Артуру. Экскалибур мог вытащить из камня только тот, кто является настоящим королём-Пендрагоном, а меч Гриффиндора являлся к настоящим гриффиндорцам. Артур вытаскивает свой меч из камня, а Гарри вытаскивает меч из Распределяющей шляпы. Оба этих меча могут принадлежать героям с храбрым сердцем.
Также параллель с легендарным мечом можно заметить в сцене, где Рон вытаскивает тонущего Гарри из воды. Подобная сцена была в фильме «Экскалибур» (1981 год), где также поднимали меч со дна озера.